# Österreichischer Bauherrenpreis 1973
Mit dem Österreichischen Bauherrenpreis der Zentralvereinigung der Architekten Österreichs wurden im Jahr 1973 die folgenden Projekte ausgezeichnet:
| Realisierung                                                 | Bauherr                              | Planer              |
| ------------------------------------------------------------ | ------------------------------------ | ------------------- |
| ORF-Landesstudio Linz                                        | Generalintendant des ORF Gerd Bacher | Gustav Peichl       |
| ORF-Landesstudio Salzburg                                    | Generalintendant des ORF Gerd Bacher | Gustav Peichl       |
| ORF-Landesstudio Innsbruck                                   | Generalintendant des ORF Gerd Bacher | Gustav Peichl       |
| ORF-Landesstudio Dornbirn (ORF-Landesstudio, ORF Vorarlberg) | Generalintendant des ORF Gerd Bacher | Gustav Peichl       |
| Kongresshaus Bad Gastein in Bad Gastein, seit 2007 ungenutzt | Bürgermeister Anton Kerschbaumer     | Gerhard Garstenauer |

Die Jury bildeten Brunbauer, Huplmann, Eugen Wörle.